# Hirsauer Reform
Die Hirsauer Reform war eine monastische Reformbewegung des 11. und 12. Jahrhunderts. Sie führte zentrale Elemente der Reform von Cluny im deutschsprachigen Raum ein, unterschied sich aber von dieser insbesondere in der Organisationsform.

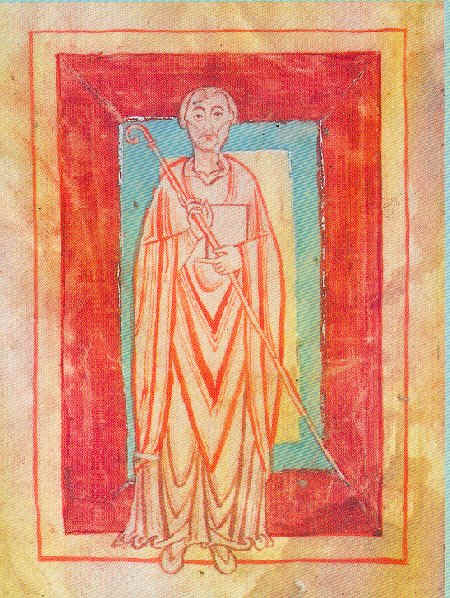
Wilhelm von Hirsau

## Entwicklung
Im Zusammenhang mit der Reform von Cluny und den Gregorianischen Reformen entstanden auch im Gebiet des heutigen Deutschlands Reformbestrebungen. Diese gingen von Siegburg, St. Blasien und dem Kloster Hirsau aus.
Hirsau war in einem längeren Gründungsprozess zwischen 1049 und 1054 auf Anweisung von Papst Leo IX. wieder gegründet worden. Die ersten Mönche kamen aus dem Kloster Einsiedeln und brachten von dort Ideen der Reformen von Gorze mit. Unter Abt Wilhelm, von 1071 bis gestorben 1091, wurde Hirsau selbst zum Reformkloster. Von dort ausgehend wurden insbesondere die schwäbischen Klöster reformiert. Die Ausstrahlung reichte teilweise weit darüber hinaus etwa bis nach Hessen, zum Benediktinerabtei Neustadt am Main, nach Bamberg, Magdeburg und Corvey.
Das erste Ziel Wilhelms war es, die Freiheit des Klosters gegenüber dem Eigenklosterrecht der Grafen von Calw durchzusetzen. Es gelang, 1075 in dem Hirsauer Formular die freie Wahl der Äbte durchzusetzen. Die Übergabe des Abtstabes sollte allein durch den Konvent erfolgen. Die Weihe konnte aufgrund der offenen Formulierung im Hirsauer Formular praktisch von jedem berufenen Bischof durchgeführt werden. Dies stand im klaren Gegensatz zum Kirchenrecht, das dieses Vorrecht dem Diözesanbischof zusichert. Grundsätzlich erlangte Wilhelm auch die freie Wahl des Vogtes, musste aber anerkennen, dass dieser stets aus der Familie der Stifter kommen musste.
Einige Zeit später wandte sich Wilhelm von der Richtung um Gorze ab und dem Kreis um Cluny zu. Unter der Vermittlung Ulrichs von Zell, eines Vertrauten von Abt Wilhelm, wurden die Constitutiones Hirsaugienses verfasst. Diese fußten teilweise auf Empfehlungen von Hugo von Cluny für Hirsau. In denen übernahm das Kloster die strenge Lebensweise Clunys. Streng geregelt waren der Tagesablauf, die Liturgie sowie die Organisation der Klostergemeinschaft.
Von Hirsau aus wurden etwa 120 Klöster reformiert. Im Unterschied zur Gemeinschaft von Cluny fehlte die Zentralisierung der Bewegung. Diese war lediglich durch die gemeinsamen Konstitutionen, durch Gebetsverbrüderungen und Totengedenken verbunden. Die von Hirsau abhängigen Abteien waren also nicht im selben Maße rechtlich an Hirsau gebunden, wie die cluniacensischen Klöster an Cluny. Das Oblatenwesen, das heißt, die Annahme von Kindern zur Hinführung auf das Ordensgelübde, wie es auch noch in Cluny üblich war, wurde abgelehnt. Stattdessen wurde die Aufnahme von Laienbrüdern („Conversi“) charakteristisch. Dies unterschied die Hirsauer Richtung von der Siegburger Reform oder von Gorze.
Entgegen der ursprünglichen Absicht wurden nicht die Rechte der Bischöfe und Vögte zurückgedrängt. Dies führte zur Unterstützung der Bewegung durch den Adel, der etwa das liturgische Gebetsgedenken der Mönche positiv wertete. Politisch übte die Hirsauer Reform Einfluss dadurch aus, dass sie ganz auf Seiten des Reformpapsttums stand. Sie nahm im Investiturstreit eindeutig Partei für Gregor VII. gegen Heinrich IV.
Bereits im 12. Jahrhundert verlor die Hirsauer Reform dann aber schon an Durchsetzungskraft.